# ДЮСШ-15
ДЮСШ-15 (Украина, Киев) основана в 1992 году. В ДЮСШ-15 работает 6 видов спорта: велоспорт-шоссе, горнолыжный спорт, лыжные гонки, теннис, настольный теннис, футбол.

## Визитная карточка
Общее количество воспитанников ДЮСШ-15 составляет 720 учащихся (51 группа). Количество тренеров составляет: 34 человека. 19 воспитанников ДЮСШ-15 входят в состав сборных команд Украины по следующим видам спорта:
- горнолыжный спорт: 14 чел. (6 штатных, 2 кандидата, 6 резерв), тренеры Брюханов Б., Брюханова О.;
- лыжные гонки: 2 чел. (1 кандидат, 1 резерв), тренер Назаров А. Н.;
- футбол: 3 чел., Тренеры Кочубинский С. А., Канавского Р. М., Дерипапа А. В., Пасека А. М.

50 % воспитанников школы имеют юношеские разряды, 20 % — 1 разряд, 2 % — КМС, 1 % — МС.
Наши воспитанники выступали на летних Олимпийских Играх, а именно: Густов Владимир (велоспорт-шоссе), Яроцкая Ирина (гимнастика) и зимних Олимпийских Играх, это Сипаренко Юлия (горнолыжный спорт).
В 2007 году ДЮСШ-15 признана одной из лучших спортивных школ Украины, как в зимних, так и в летних видах спорта. Так в сезоне 2006—2007 гг. команды юношей 1991, 1990, 1993, 1989 г. р. занявших третьи места в Первенстве Киева по футболу, команда 1992 г. р. — 2-е место, а в общем зачете ДЮСШ-15 заняла 1-е место в Первенстве Киева среди 48 клубов, обыграв юношей «Динамо» Киев. В Первенстве Украины по горнолыжному спорту Ленчик Константин занял 1-е место в слаломе, Венглинский Александра — 3-е место в слаломе, Фещук Ростислав — 1-е место, Тимченко Роксана — 1-е место. В командном зачете горнолыжники заняли 1-е место.
В сезоне 2007—2008 гг. команда горнолыжников стала победителем ІІІ зимних игр Украины, а Тимченко Роксана — абсолютной победительницей. Команда горнолыжников ДЮСШ-15 выиграла финальные соревнования чемпионата Украины. Призёрами и победителями соревнований стали: Тимченко Роксана, Ленчик Константин, Фещук Ростислав, Растворов Григорий, Слатвицька Александра. На Первенстве Украины среди спортивных шкив по лыжным гонкам призёрами стали: Папченко Екатерина, Фидак Анастасия Андреева Татьяна, Кулеша Марина, Пишняк Алиса, Могильный Владимир. На международных соревнованиях в Польше среди спортивных клубов Папченко Екатерина стала призёром.
По итогам летнего сезона 2007 года призёром Первенства Киева по теннису стал воспитанник школы Редванов Антон (2-е место), а велосипедист Орлов Артем занял 3-е место на Чемпионате Украины по велоспорту на шоссе.

## Футбол
Один из основных видов спорта ДЮСШ-15 — футбол. Главная цель работы школы в этом направлении — воспитание квалифицированных футболистов. Почти каждый год воспитанники школы подписывают профессиональные контракты с клубами Премьер-лиги, 1-й и 2-й лиг, а именно:
- Премьер-лига:
  - «Металлург» (Запорожье) — Жураховский Игорь
  - «Шахтер» (Донецк) — Ищенко Николай,
  - «Металлург» (Донецк) — Прийма Василий,
  - «Металлист» (Харьков) — Крилюк Людвиг,
  - «Ворскла» (Полтава) — Вечурко Николай,
  - «Черноморец» (Одесса) — Саливон Денис,
  - «Оболонь» (Киев) — Бондаренко Александр,
  - «Заря» (Луганск) — Волков Александр,
  - «Днепр» (Днепропетровск) — Шелихов Денис,
  - «Волынь» (Луцк) — Циркуненко Павел.;
- 1-я лига:
  - «Сталь» (Алчевск) — Солдат Игорь.
- Также выпускники ДЮСШ-15 играют в командах российской Премьер-лиги:
  - «Спартак» (Москва) — Лугачев Егор,
  - «Рубин» (Казань) — Оразсахедов Вахыт (игрок национальной сборной Туркменистана).

Почти в каждой возрастной категории сборных Украины есть футболисты — воспитанники спортшколы:
- U-17 — Алексей Литовченко;
- U-19 — Прийма Василий;
- Молодёжная сборная — Лугачев Егор; Жураховский Игорь
- Национальная сборная — Ищенко Николай.